# Sappemeer
Sappemeer – wieś w Holandii, w prowincji Groningen, w gminie Hoogezand-Sappemeer. Do 1949 roku Sappemeer stanowiło osobną jednostkę administracyjną.